# Вознесенская площадь (Екатеринбург)

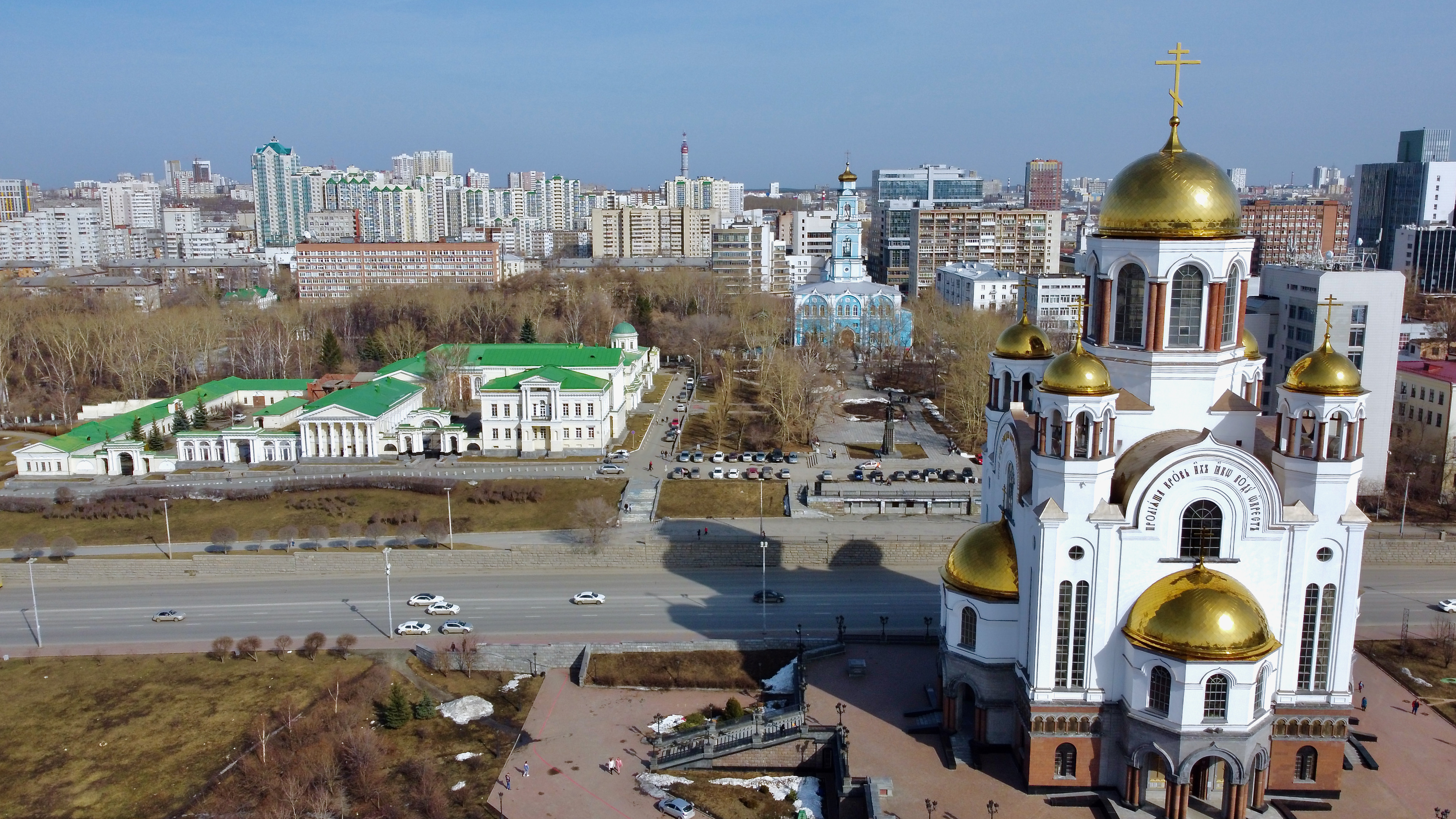
Современный ансамбль Вознесенской горки

Вознесе́нская пло́щадь (предыдущие названия: Наро́дной Ме́сти, Комсомо́льская) — площадь в жилом районе «Центральный» Кировского административного района Екатеринбурга. Площадь ограничена: с севера — комплексом зданий усадьбы Расторгуевых — Харитоновых, с запада — улицей Карла Либкнехта, с юга — улицей Клары Цеткин, с востока — церковью во имя Вознесения Господня.

## Происхождение и история названий
Своё название Вознесенская площадь получила по своему месторасположению — Вознесенской горке. В 1919 году старое название заменили новым — Народной мести. Такое название было вызвано тем, что именно в доме Ипатьева, выходившем своим восточным фасадом на площадь, была расстреляна семья последнего российского императора Николая II. В 1959 году площадь вновь переименовали — теперь она стала называться Комсомольской.

## История
Как градостроительная структура Вознесенская площадь начала формироваться в 1730-х годах. С юга от неё в это время шло формирование застройки Мельковской, Пеньковской и Конюшенной слобод Екатеринбурга. В 1735 году в северной оконечности площади (на вершине Вознесенской горки) по указанию В. Н. Татищева был выстроен загородный командирский дом, представлявший собой укреплённую усадьбу с главным домом, службами, складами и огородом. Участок усадьбы окружили высоким тыном. К концу века усадьба была снесена, вместе с этим завершилось формирование границ самой площади и западная её граница стала проходить по оси будущего Вознесенского проспекта (современная улица Карла-Либкнехта).
В западной части площади в 1760-х годах была построена деревянная церковь Вознесения господня (Старо-Вознесенская),
которая просуществовала до 1808 года. В восточной части площади на месте командирского дома в 1792 году была заложена каменная Вознесенская церковь, строительство которой вместе с благоустройством участка и строительством новых приделов шло вплоть до начала XX века. Инициатором строительства церкви выступил городской голова (1790—1793) Яков Иванович Калашников. Вдоль северной границы площади с 1798 года возводился ансамбль усадьбы заводчиков и золотопромышленников Расторгуевых-Харитоновых. Строительство было полностью завершено к 1824 году. С юго-запада на площадь выходила усадьба управляющего Кыштымскими заводами Г. Ф. Зотова. Главный дом усадьбы выходил на Вознесенский проспект, и в конце XIX века был разобран «по ветхости».
В XIX веке на западной границе площади вдоль Вознесенского проспекта стали строиться дома владельцев Сысертских заводов Турчаниновых, горного инженера И. И. Редикорцева (будущий дом Ипатьева) и других известных горожан.
К XX веку Вознесенская площадь представляла собой неблагоустроенное пространство с мощёными подъездами только к главным входам зданий. Усадьба Расторгуевых-Харитоновых после ссылки и гибели хозяев в 1830-е годы долго пустовала, а потом сдавалась под конторы и жильё. Постепенно завершилась достройка боковых приделов Вознесенской церкви.
Южная граница Вознесенской площади проходила по ограде усадьбы А. А. Злоказова, выкупленной у хозяина в 1897 году с целью размещения Екатеринбургской художественно-промышленной школы. Для этого одноэтажный особняк Злоказова надстроили ещё одним этажом и переоборудовали под учебное учреждение. Школа открылась в 1902 году и просуществовала до эвакуации в Читу в 1918 году.
В 1936 году площадь была благоустроена по проекту архитектора С. В. Домбровского. На ней разбили сквер, установили бордюрные камни с решётками, цветочные вазы. В центре установили фонтан с оригинальной композицией из фигуры мальчика с пойманной рыбой и бронзовых лягушек. Одновременно подвергся реконструкции ансамбль усадьбы Расторгуевых — Харитоновых и его парка, по завершении реконструкции бывшую усадьбу и её постройки занял Дворец пионеров. В Вознесенской церкви в советские годы размещалась сначала школа, затем экспозиции Свердловского областного краеведческого музея.

## Транспорт

### Наземный общественный транспорт
Движение общественного транспорта по площади не осуществляется. Ближайшая остановка к северной стороне площади — «ТЮЗ» (ул. Карла-Либкнехта), к южной стороне — «Филармония» (ул. карла-Либкнехта).
- «ТЮЗ»:

Автобус: № 48, 052, 56, 056, 57, 59, 61, 65, 81, 114;
Троллейбус: № 1, 3, 4, 5, 9, 11;
- «Филармония»:

Автобус: № 56, 65, 81;

### Ближайшие станции метро
В 650 м северо-западнее от северной границы площади находится станция первой линии Екатеринбургского метрополитена  «Динамо», в 1150 м юго-западнее от южной границы площади — станция этой же линии  «Площадь 1905 года».

## Памятники, скульптуры, памятные доски
В 1959 году на площади был открыт Памятник Комсомолу Урала.